# Салаш Іван Іванович (1988)
Іван Іванович Салаш (3 травня 1988, Калуш, УРСР) — український футбольний арбітр.

## Життєпис
Народився у Калуші в родині футбольного арбітра Івана Салаша. Займався футболом у місцевій спортивній школі. Протягом 2003—2005 років захищав кольори СДЮШОР «Калуш» у змаганнях першої ліги ДЮФЛУ.
2007 року розпочав суддівську кар'єру, обслуговуючи матчі регіональних змагань. З 2009 року почав залучатися до арбітражу аматорського чемпіонату України та поєдинків ДЮФЛУ.
Вищу освіту отримав у Галицькій академії.
2013 року закінчив калуську філію Івано-Франківської регіональної школи арбітрів.
Навесні 2015 року почав обслуговувати матчі професійного рівня, зокрема ігри другої ліги чемпіонату України. Наприкінці того ж року отримав тренерський диплом категорії «С» на курсах при Івано-Франківській обласній федерації футболу.
На початку 2018 року потрапив до переліку арбітрів першої ліги. Дебютував на новому рівні у поєдинку між винниківським «Рухом» та охтирським «Нафтовиком-Укрнафтою». 29 червня 2018 року обслуговував фінальний матч аматорського чемпіонату України між миколаївською «Вікторією» та роздольською «Таврією-Скіф». За підсумками гри рефері видалив трьох футболістів та наставника «Таврії-Скіф» Максима Скороходова.